# Carrauntuohil
Carrauntuohil (prononcé en anglais : [ˌkæɹənˈtuːəl], en irlandais : Corrán Tuathail, [ˌkɔɾˠaːn̪ˠ ˈt̪ˠuəhəlʲ]) est une montagne située dans le comté de Kerry. D'une altitude de 1 038 m, c’est le sommet central de la chaîne des Macgillycuddy's Reeks et le point culminant de l'Irlande. Son sommet est surmonté d'une grande croix en métal de cinq mètres de haut.

## Ascension
Même si plusieurs itinéraires permettent de l’atteindre, de mêmes dénivelés mais de technicités différentes, la montée s'effectue en général par le nord-est, le long du vallon de la Sorcière (Hag's Glen), puis par l'abrupte Échelle du Diable (Devil's Ladder) jusqu'au col situé entre Carrauntoohil et Cnoc na Péiste puis jusqu'au sommet. Le trajet est devenu plus dangereux ces dernières années en raison de rochers instables et de la fréquentation. L'ascension ne requiert aucun équipement spécial, seule l'attention habituelle est nécessaire. Le passage du Carrauntuohil au Beenkeragh (1 010 m), second plus haut sommet de la chaîne, nécessite une petite escalade.

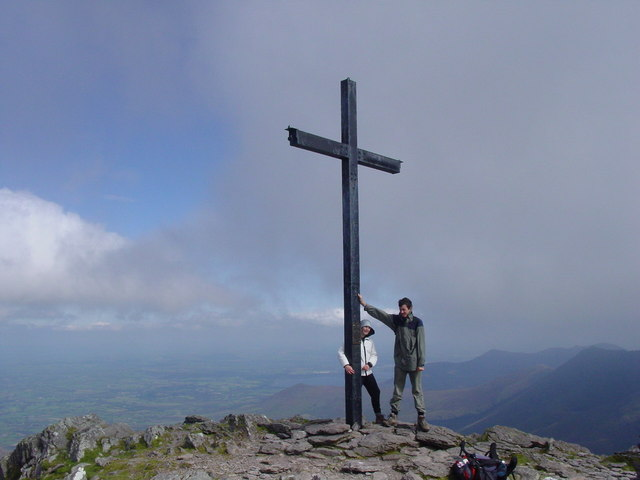
Vue de la grande croix en métal en direction du nord-est.

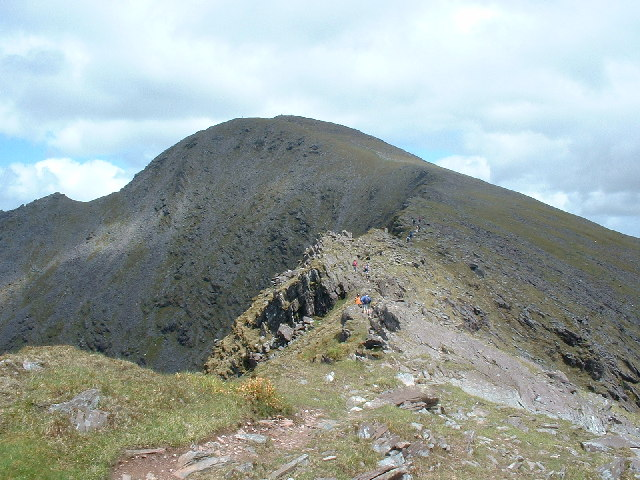
Vue depuis le sud-ouest.